# Smithsonia straminea
Smithsonia straminea är en orkidéart som beskrevs av Cecil John Saldanha. Smithsonia straminea ingår i släktet Smithsonia och familjen orkidéer. Inga underarter finns listade i Catalogue of Life.